# أنطونيو كولوم
أنطونيو كولوم (بالإسبانية: Antonio Colom) مواليد 11 مايو 1978 في بونيولا، إسبانيا، هو دراج إسباني في صنف سباق الدراجات على الطريق.

## روابط خارجية
- أنطونيو كولوم على موقع الاتحاد الدولي للدراجات (الإنجليزية)
- أنطونيو كولوم على موقع أرشيف الدراجات (الإنجليزية)
- أنطونيو كولوم على موقع إحصائيات الدراجات الإحترافية (الإنجليزية)
- أنطونيو كولوم على موقع نسبة الدراجات (الإنجليزية)
- أنطونيو كولوم على موقع CycleBase (الإنجليزية)